# 吴氏敏
吴氏敏是越南已故领导人阮富仲的遗孀，其丈夫阮富仲自2011年起担任越南共产党总书记，直至2024年在任内去世。在她的丈夫担任越南最高领导人期间，她被视为越南的第一夫人。
据说，尽管她嫁给了越南最有权势的男人，但她一直保持着简朴的生活方式。